# Адвентистка агенция за помощ и развитие
Адвентистката агенция за помощ и развитие (на английски: Adventist Development and Relief Agency), съкратено ААПР или АДРА (ADRA), e световна адвентистка благотворителна организация за развитие и помощ. Нейното седалище е в гр. Силвър Спринг, щата Мериленд, САЩ.

## Дейности
- Икономическо развитие

Помощ с цел даване възможност на отделни личности и на бедни семейства да подобрят качеството на живота си чрез обучение за извършване на дадена дейност или чрез придобиване на занаят.
- Изхранване

Програми, насочени към разрешаване на глобалния проблем за глада. Дейности с цел увеличаване на добивите, напояване, залесяване и всякакви други селскостопански начинания, имащи за цел увеличаване доходите на хората.
- Здравеопазване

Подобряване здравето на хората чрез медицинска помощ и превантивна медицина.
- Хуманитарна помощ при бедствия

Спешна помощ за жертвите на природни и предизвикани от човека бедствия. Осъществяване на краткосрочни и дългосрочни програми за изхранване на бежанци, както и грижи за медицинското им обслужване, снабдяване с вода, храна и подслон.
- Образование

Оказване на помощ чрез образователни програми, насочени предимно към децата и жените, с цел да се преодолее неграмотността им.

## История
Световната адвентистка благотворителна организация АДРА е създадена през 1914 г. от доброволци, решили да подпомогнат изпадналите в беда свои събратя. Постепенно дейността се разширява и заема място сред най-големите световни хуманитарни организации. Особено след 1980 г. АДРА е сред най-дейните членове на семейството на хуманитарните организаации с приоритет в дейността. Тя подпомага бедстващи райони при наводнения, земетресения, епидемии. Оказва помощ на развиващите се страни, изразяваща се в обучение и проекти за водоснабдяване, строежи на болници, язовири и др.
Правителствата на много от развитите страни предоставят своите фондове за подпомагане на АДРА, за да реализира хуманитарни проекти по света. Със своето поведение и прецизност тя е заслужила доверието на правителствените и международните организации.
ADRA International е член на световната организация на фондациите към ООН. Има офиси в 125 страни, представени в ООН. Нейната емблема е позната по всички континенти в стотици страни.
Активно участва и реализира различни проекти по всички континенти. В Европа АДРА има офиси във всички страни. Те са обединени в един офис на АДРА, който се намира в Брюксел. Офиса на АДРА Европа е член на КОНКОРД.

## България
АДРА открива свой клон в България през 1992 г. Регистрирана е на 10 юни 1992 г. и е пререгистрирана през 1998 г. с решение на Софийския градски съд. Неин председател е Венцислав Панайотов, а директор – Мариан Димитров. „АДРА България“ работи в тясно сътрудничество със следните държавни и местни орани в страната:
- Министерство на труда и социалната политика
- Министерство на здравеопазването
- Министерство на образованието и науката
- Агенция за чуждестранна помощ
- Държавна агенция за бежанците
- общински администрации

„Адра България“ е член на Европейската асоциация на АДРА, която има свой представител в Европейския съюз. Съосновател е и член на Българската платфорна за международно развитие. За кратко време изгражда стабилна мрежа от сътрудници и доброволци в повече от 150 селища в страната, готови да се включат в различни инициативи или при реакция за спешни нужди. Разполага със собствена складова база. Фондацията разполага с оборудван Мобилен кабинет, и полева палатка за безплатни прегледи.
Фондацията е реализирала десетки хуманитарни проекти. Медицинска техника: рентгенови апарати, стерилизатори, мамографи, ЕКГ, ехографи, операционни маси, инвалидни колички, стотици тонове хранителни продукти, дрехи, медикаменти, парични помощи, предназначени за пенсионери, за домове за сираци, за стари хора, за лица с физически, психически и умствени увреждания, за деца с психически разстройства и физически увреждания, за болници и училища, за затвори, за съюзите на: слепите, глухите и инвалидите, за общински центрове за социални грижи и др.